# Държавна награда на РСФСР „Михаил Глинка“
Държавната награда на РСФСР „Михаил Глинка“ (на руски: Государственная премия РСФСР имени М. И. Глинки) е музикална награда в Съветския съюз, връчвана ежегодно от 1966 до 1991 година.
Наградата се дава от правителството на Руската съветска федеративна социалистическа република за заслуги в областта на музиката, най-често за конкретни произведения в класическата музика.